# Bulevardul Alexandru Lăpușneanu din Constanța
Bulevardul Alexandru Lăpușneanu este un bulevard din Constanța, care poartă numele domnitorului moldovean Alexandru Lăpușneanu. Artera se întinde din Satul de Vacanță până la Casa de Cultură.